# Ниеми, Пекка
Пекка Ниеми (фин. Pekka Niemi; 14 ноября 1909 года, Кеминмаа, Российская империя — 21 декабря 1993 года, Киттиля, Финляндия) — финский лыжник, призёр Олимпийских игр, чемпион мира.

## Карьера
На Олимпийских играх 1936 года в Гармиш-Партенкирхене, завоевал бронзовую медаль в гонке на 18 км, около 1,5 минут проиграв серебряному призёру норвежцу Оддбьёрну Хагену и всего 3 секунды выиграв у ставшего 4-м шведа Мартина Матсбо. Так же стартовал в гонке на 50 км, но занял лишь 8-е место, в эстафетной гонке участия не принимал.
На чемпионате мира-1937 в Шамони, завоевывал медали во всех трёх видах программы у лыжников, завоевав золото в гонке на 50 км, серебро в эстафете и бронзу в гонке на 18 км.
Во время и после завершения спортивной карьеры работал лесником.